# Akademietheater (München)
Das Akademietheater in München-Bogenhausen ist ein Spielort der Bayerischen Theaterakademie August Everding für Regie-, Schauspiel- und Musicalproduktionen. Es wurde am 11. November 1996 eröffnet und befindet sich im rückwärtigen Gebäudeteil des Prinzregententheaters im ersten Obergeschoss, Eingang über den Garten oder von der Zumpestraße. 
Das Akademietheater besteht aus einem dreischiffigen Raum, der in drei parallel bespielbare Theaterräume (Ost/Mitte/West) teilbar ist. Als eigenständiges Werkstatt-Theater verfügt es über einen separaten Zugang, eigene Garderoben und ein eigenes Foyer, es bietet je nach (variabler) Bestuhlung Platz für bis zu 250 Zuschauer. Für mobilitätseingeschränkte Besucher stehen ein Aufzug und eine behindertengerechte Toilette zur Verfügung, zwei Rollstuhlplätze sind zugelassen.